# Lahore (Cricketteam)
Das Cricketteam von Lahore ist ein pakistanisches Cricketteam aus der Stadt Lahore und vertritt diese seit 1958/59 in pakistanischen Cricketwettbewerben. Es wird von der Lahore Regional Cricket Association verwaltet und das Heimatstadion ist das Gaddafi Stadium. Das Team konnte den wichtigsten First Class-Wettbewerb, die Quaid-e-Azam Trophy viermal, den nationalen One-Day Cup einmal und den nationalen T20-Cup dreimal gewinnen.

## Abschneiden in der Quaid-e-Azam Trophy
Lahore wird, wie Karachi, in der Quaid-e-Azam Trophy und anderen First-Class Wettbewerben häufig von mehreren Mannschaften vertreten. Eine festgelegte Zuordnung von Spielern gab und gibt es dabei nicht.
| Mannschaft         | Aktivität         |
| ------------------ | ----------------- |
| Lahore             | 1958/59–2003/04   |
| Lahore A           | 1961/62–1977/78   |
| Lahore B           | 1961/62–1977/78   |
| Lahore Whites      | 1963/64–2015/16   |
| Lahore Reds        | 1964/65–1973/74   |
| Lahore Blues       | 1969/70–2015/16   |
| Lahore C           | 1974/75–1975/76   |
| Lahore City A      | 1978/79–1987/88   |
| Lahore City B      | 1978/79           |
| Lahore City        | 1978/80–1999/2000 |
| Lahore City Whites | 1983/84–1986/87   |
| Lahore City Blues  | 1983/84–1986/87   |
| Lahore City Greens | 1983/84           |
| Lahore Shalimar    | 2005/06–2013/14   |
| Lahore Ravi        | 2005/06–2013/14   |
| Lahore Lions       | 2014/15           |
| Lahore Eagles      | 2014/15           |

## Abschneiden im One-Day Cup
Lahore gelang es in der Saison 2004/05 den One-Day Cup einmal zu gewinnen.

## Abschneiden im T20-Cup
Seit 2004 repräsentiert das Team unter dem Namen Lahore Lions (Abkürzung: LIO) Lahore im nationalen T20-Cup. Drei Siege und die Qualifikation für die Champions League Twenty20 2014 waren die Highlights der Mannschaft.
| Jahr    | Spiele | Siege | Niederlagen | No Result | Endplatzierung (Vorrunde) |
| ------- | ------ | ----- | ----------- | --------- | ------------------------- |
| 2008/09 | 3      | 2     | 1           | 0         | Halbfinalist (1/3)        |
| 2009/10 | 4      | 3     | 1           | 0         | Halbfinalist (1/4)        |
| 2010/11 | 5      | 5     | 0           | 0         | Sieger (1/4)              |
| 2011/12 | 2      | 1     | 1           | 0         | Vorrunde (2/3)            |
| 2012/13 | 8      | 8     | 0           | 0         | Sieger (1/7)              |
| 2013/14 | 6      | 5     | 1           | 0         | Sieger (1/4)              |
| 2014/15 | 5      | 3     | 2           | 0         | Finalist (1/4)            |
| 2015/16 | 5      | 2     | 3           | 0         | Vorrunde (4/6)            |

## Erfolge

### First Class Cricket
Gewinn der Quaid-e-Azam Trophy (4): 1968/69, 1993/94, 1996/97, 2000/01
Gewinn der President’s Trophy (1): 2000/01

### One-Day Cricket
Gewinn des One-Day Cup (4): 2004/05

### Twenty20
Gewinn des Twenty20 Cup: 2010/11, 2012/13, 2013/14